# Natuurpark Cala d'Hort, Cap Llentrisca i Sa Talaia

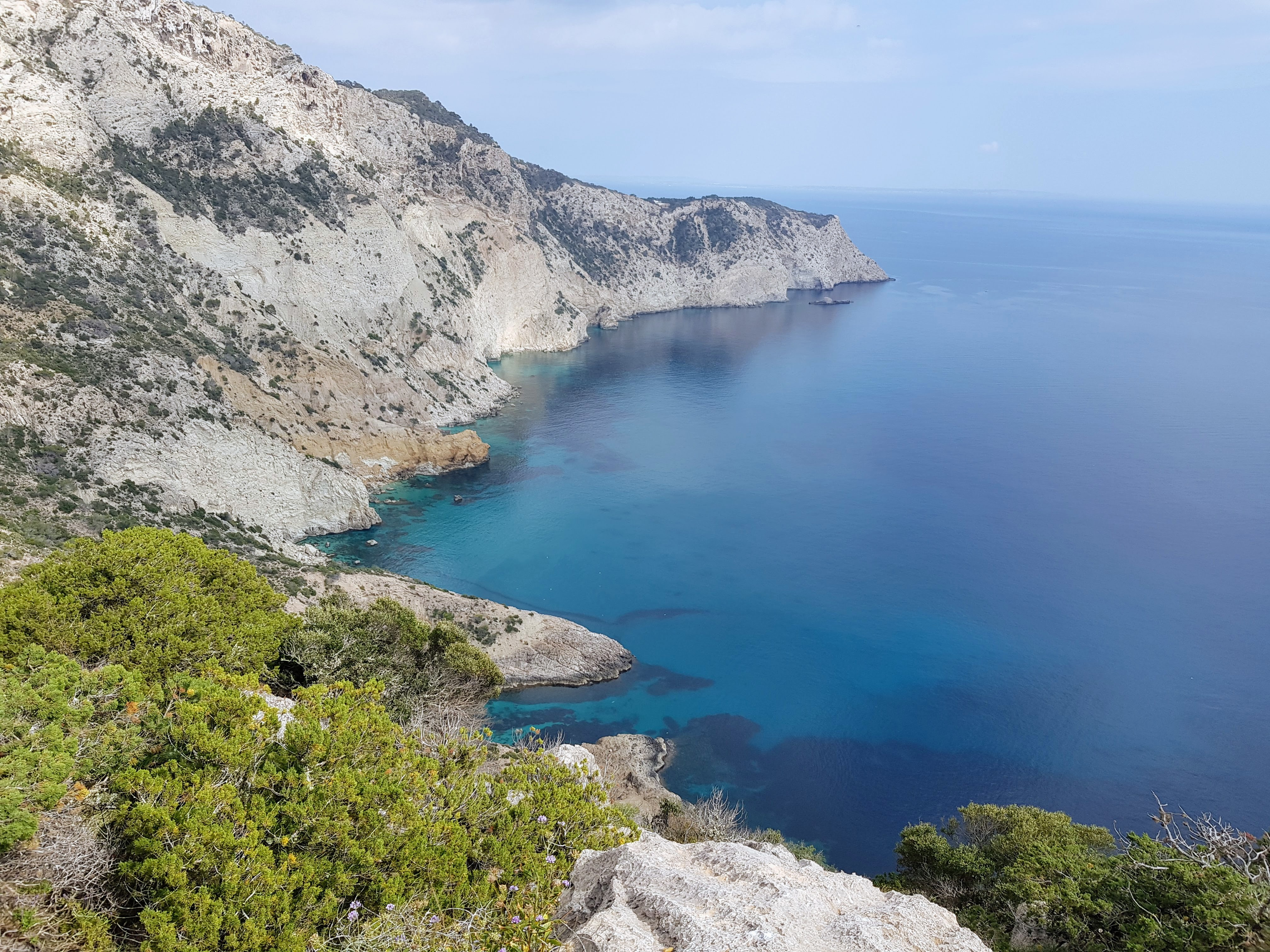

Het Natuurpark Cala d'Hort, Cap Llentrisca i Sa Talaia (Catalaans: Parc Natural de Cala d'Hort, Cap Llentrisca i Sa Talaia/ Spaans: Parque natural de Cala de Hort, Cabo Llentrisca y La Atalaya) is een natuurpark op Ibiza (Balearen) in Spanje rond Cala d'Hort. Het natuurpark werd opgericht in 2002 en is 2773,31 hectare groot; het werd echter tot 2015 drastisch gereduceerd tot enkel de eilandjes en het zeegedeelte (het overblijvende deel zijn de natuurreservaten es Vedrá, es Vedranell i els Illots de Ponent).